# Katsonis (1926)
Katsonis (Y-1) (gr.: Κατσώνης) – grecki okręt podwodny z okresu międzywojennego i II wojny światowej, jednostka prototypowa swojego typu. Okręt został zwodowany 20 marca 1926 roku we francuskiej stoczni Forges et Chantiers de la Gironde w Bordeaux, a do służby w Marynarce Grecji wszedł w czerwcu 1928 roku. „Katsonis” uczestniczył w wojnie grecko-włoskiej z lat 1940–41, a po inwazji Niemiec na Grecję w 1941 roku operował u boku Royal Navy na Morzu Śródziemnym. 14 września 1943 roku okręt został zatopiony na Morzu Egejskim przez niemiecki ścigacz okrętów podwodnych UJ-2101.

## Projekt i budowa
Jednostka została zamówiona przez rząd Grecji w 1925 roku. Projekt okrętu był dziełem inż. Maxime’a Laubeufa; zbliżony był do francuskiego typu Circé, od którego różnił się powiększonym kioskiem.
„Katsonis” zbudowany został w stoczni Forges et Chantiers de la Gironde w Bordeaux. Stępkę okrętu położono w 1925 roku, został zwodowany 20 marca 1926 roku, a do służby w Polemiko Naftiko przyjęto go w czerwcu 1928 roku. Jednostka otrzymała nazwę na cześć XVIII-wiecznego greckiego bohatera narodowego – Lambrosa Katsonisa oraz numer burtowy Y-1.

## Dane taktyczno–techniczne
„Katsonis” był średniej wielkości okrętem podwodnym o konstrukcji dwukadłubowej. Długość całkowita wynosiła 62,4 metra, szerokość 5,3 metra i zanurzenie 3,4 metra (maksymalne 3,6 metra). Wyporność w położeniu nawodnym wynosiła 576 ton, a w zanurzeniu 755 ton. Okręt napędzany był na powierzchni przez dwa dwusuwowe silniki wysokoprężne Schneider-Carels o łącznej mocy 1300 koni mechanicznych (KM). Napęd podwodny zapewniały dwa silniki elektryczne o łącznej mocy 1000 KM. Dwuśrubowy układ napędowy pozwalał osiągnąć prędkość 14 węzłów na powierzchni i 9,5 węzła w zanurzeniu. Zasięg wynosił 3500 Mm przy prędkości 10 węzłów w położeniu nawodnym oraz 100 Mm przy prędkości 5 węzłów pod wodą. Dopuszczalna głębokość zanurzenia wynosiła 80 m.
Okręt wyposażony był w sześć wyrzutni torped kalibru 550 mm: dwie wewnętrzne i dwie zewnętrzne na dziobie oraz dwie zewnętrzne na rufie, z łącznym zapasem 7 torped. Uzbrojenie artyleryjskie stanowiło działo pokładowe Schneider kal. 100 mm L/40, umieszczone na obrotowej platformie na przedzie kiosku, z zapasem amunicji wynoszącym 100 naboi. W latach 30. jednostka otrzymała działko plot. kal. 40 mm Mark VIII L/39.
Załoga okrętu składała się z 39 oficerów, podoficerów i marynarzy.

## Służba

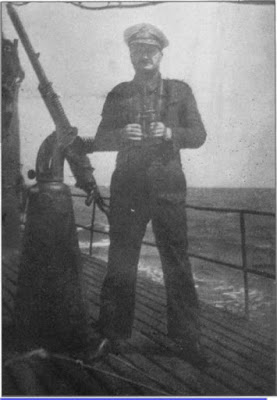
Ostatni dowódca okrętu, Vasilis Laskos, ok. 1942 r.

Podczas inwazji Włoch na Grecję okręt (pod dowództwem kmdr. ppor. Spanidesa) nieopodal Baru zatopił ogniem artyleryjskim niewielki włoski zbiornikowiec „Quinto” (531 BRT]. Po upadku Grecji w 1941 roku „Katsonis” (wraz z okrętami podwodnymi „Papanikolis”, „Glafkos”, „Nirefs” i „Triton”) uciekł do Aleksandrii, którą osiągnął 25 kwietnia. Okręt operował u boku Royal Navy w składzie 1. Flotylli Okrętów Podwodnych, stacjonując w Aleksandrii. W 1942 roku jednostka przeszła remont stoczniowy w Port Saidzie, który zakończył się uszkodzeniem i zatopieniem okrętu podczas opuszczania suchego doku; jednostkę podniesiono i ponownie wyremontowano w Ismailii. 2 kwietnia 1943 roku „Katsonis” pod dowództwem kmdr. ppor. Vasilisa Laskosa nieopodal Githio na Peloponezie zatopił torpedą włoską łódz pilotową F 77 (212 BRT), który jednak podniesiono po kilku dniach. Trzy dni później nieopodal Kitnos ofiarą okrętu stał się hiszpański statek handlowy „San Isidro” (322 BRT). 29 maja na pozycji 39°12′N 23°21′E/39,200000 23,350000 załoga „Katsonisa” uszkodziła ogniem artyleryjskim niemiecki statek handlowy „Rigel” (552 BRT), a 2 czerwca nieopodal Karlowasi wystrzeliła dwie niecelne torpedy w kierunku włoskiego przybrzeżnego statku „Versilia” (591 BRT).
14 września 1943 roku po godzinie 20:00 płynący na powierzchni u wybrzeży Eubei okręt został zauważony przez niemiecki pomocniczy ścigacz okrętów podwodnych UJ-2101. Ostrzelany i staranowany okręt został zatopiony nieopodal wyspy Skiatos. 32 osoby zatonęły wraz z jednostką, 14 zostało uratowanych przez UJ-2101.